# يوم الشهيد (مصر)
يوم الشهيد في مصر هو يوم 9 مارس من كل عام. أعلنته مصر منذ عام 1969 تخليداً لذكرى رحيل رئيس أركان حرب الجيش المصري عبد المنعم رياض.
وقد نعاه الرئيس جمال عبد الناصر ومنحه رتبة الفريق أول ونجمة الشرف العسكرية التي تعتبر أكبر وسام عسكري في مصر.